# ラクダ科
ラクダ科（ラクダか）は、哺乳類・鯨偶蹄目の生物分類単位。世界各地で家畜として利用されるラクダやラマ、アルパカなどが含まれる。
哺乳類の赤血球は無核で丸く、鳥類や爬虫類の赤血球は核があり楕円形なのが普通であるが、哺乳類の中でもラクダ科の動物だけは無核だが楕円形をした赤血球を持っている。また、他の哺乳類とは異なり、重鎖だけで構成されるサイズの小さな抗体（ナノ抗体）を持つことが知られている。

## ラクダ科の生物の進化
ラクダ科の生物の現在の分布は、過去の分布とは全く異なっている。北米原産との説が強く、また一時は北極圏にもラクダの仲間が生息していた可能性がある。
ラクダ科の生物は約4500万年前、始新世後期、偶蹄目の進化のごく初期に現在の北アメリカ大陸に現れた。ラクダ科に近縁の、最も古いラクダ亜目の生物にはウサギほどの大きさのプロティロプスがおり、四肢に4本の指を持っていた。漸新世までには側指が失われ、ヤギほどの大きさのポエブロテリウムなどが現れた。

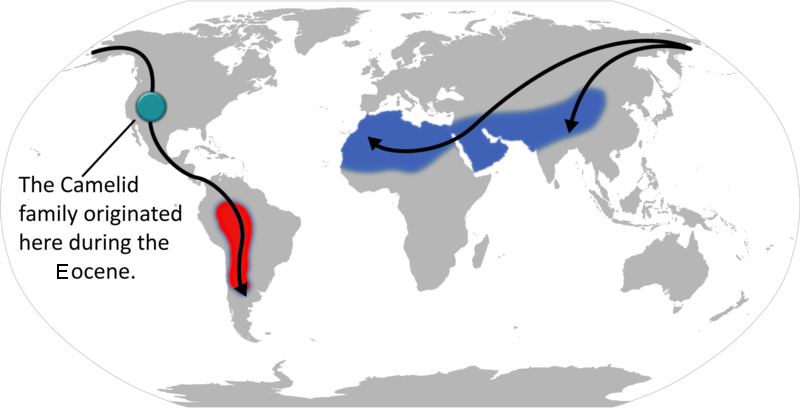
ラクダ科の生物の起源と移動

その後ラクダ科の生物は北アメリカ大陸で分化を続けた。2〜300万年前ごろにはラクダ科の生物が初めてアジアに現れ、パナマ地峡の形成とともに南アメリカ大陸にも移動した。北アメリカ大陸のラクダの仲間は、氷河期の終結する時期に最初のヒトが移住したのと同時に姿を消した。絶滅の理由は狩り尽くされたためとも環境の変化に適応できなかったためとも考えられる。ユーラシアではラクダ属の生物が分化を続け、南アメリカでは互いに近縁の4種、ラマ、アルパカ、グアナコ、ビクーニャが生き残った。
化石種の生物は、現存するラクダ科の生物よりもはるかに多様な形態を持っていた。北アメリカのティタノティロプスは肩までの体高が3.5mもあり、最高でも2mほどの現在のラクダよりもはるかに大きかった。ステノミルスはガゼルのように華奢な生物で、蹄を持っていた。アエピカメルスやオキシダクティルスは木の葉を食べるのに適したキリンのような背の高い生物だった。
ヒトコブラクダとフタコブラクダの間には「ブフト」と呼ばれる自然交配による種間雑種ができる。ヒトコブラクダ（雄）とラマ（雌）の間には人工授精によって属間雑種ができ、キャマ（カマ）と呼ばれる。

## ラクダ亜目の分類
「†」は絶滅した系統を示す。
- ラクダ亜目
  - †Agriochoeridae†
  - †オレオドント科 Merycoidodontidae†
  - †カイノテリウム科 Cainotheriidae†
  - †クシフォドン科 Xiphodontidae
  - †プロトケラス科 Protoceratidae
  - †オロメリクス科 Oromerycidae
    - †プロティロプス属 Protylopus

  - ラクダ科 Camelidae
    - †ポエブロドン亜科 Poebrodontinae
    - †ポエブロテリウム亜科 Poebrotheriinae
      - †ポエブロテリウム属 Poebrotherium

    - †ミオラビス亜科 Miolabinae
    - †ステノミルス亜科 Stenomylidae
      - †ステノミルス属 Stenomylus

    - †フロリダトラグルス亜科 Floridatragulinae
    - ラクダ亜科 Camelinae
      - †カメロプス属 Camelops
      - †プロカメルス属 Procamelus
      - †アエピカメルス属 Aepycamelus
      - †ティタノティロプス属 Titanotylopus
      - †オキシダクティルス属 Oxydactylus
      - ラクダ属 Camelus
        - ヒトコブラクダ Camelus dromedarius
体高160-210cm、体重450-800kg。アフリカ北部からアジア大陸南西部、オーストラリア（人為分布）の乾燥地帯に生息する。家畜と、家畜化されたものが半野生化したものがいる。
        - フタコブラクダ Camelus ferus(野生種)、Camelus bactrianus(家畜種)
体高190-230cm、体重450-650kg。アジアの乾燥地帯に生息する。
        - †カメルス・ギガス Camelus gigas
        - †カメルス・ヘステルヌス Camelus hesternus
        - †カメルス・シヴァレンシス Camelus sivalensis

      - ヴィクーニャ属 Vicugna
        - ヴィクーニャ Vicugna vicugna
        - アルパカ Vicugna pacos

      - ラマ属 Lama
        - グアナコ Lama guanicoe
        - ラマ Lama glama

### 現存するラクダ科の系統樹
| ラクダ科の祖先 | 北アメリカ 1200-2500万年前 | ラマ類   | 1040万年前 | 640万年前      | 140万年前      | ラマ           | 南アメリカ       |
| ラクダ科の祖先 | 北アメリカ 1200-2500万年前 | ラマ類   | 1040万年前 | 640万年前      | 140万年前      | グアナコ       | 南アメリカ       |
| ラクダ科の祖先 | 北アメリカ 1200-2500万年前 | ラマ類   | 1040万年前 | 640万年前      | ヴィクーニャ   |                | 南アメリカ       |
| ラクダ科の祖先 | 北アメリカ 1200-2500万年前 | ラマ類   | 1040万年前 | アルパカ       |                |                | 南アメリカ       |
| ラクダ科の祖先 | 北アメリカ 1200-2500万年前 | ラクダ類 | 800万年前  | フタコブラクダ | フタコブラクダ | フタコブラクダ | アジア           |
| ラクダ科の祖先 | 北アメリカ 1200-2500万年前 | ラクダ類 | 800万年前  | ヒトコブラクダ | ヒトコブラクダ | ヒトコブラクダ | アジア、アフリカ |

## ギャラリー

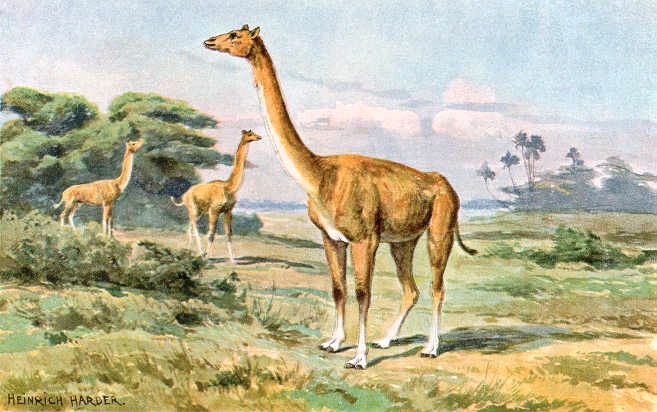
アエピカメルス
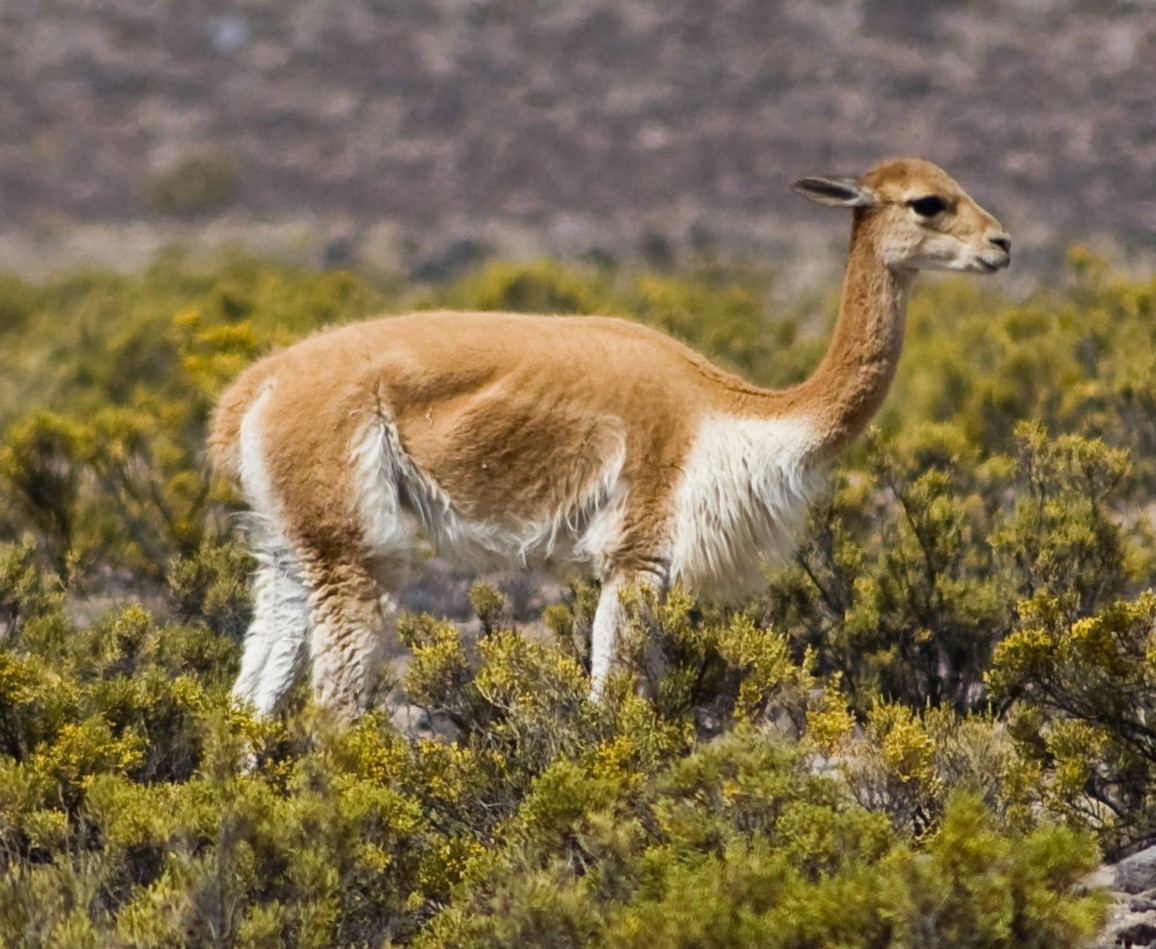
ヴィクーニャ
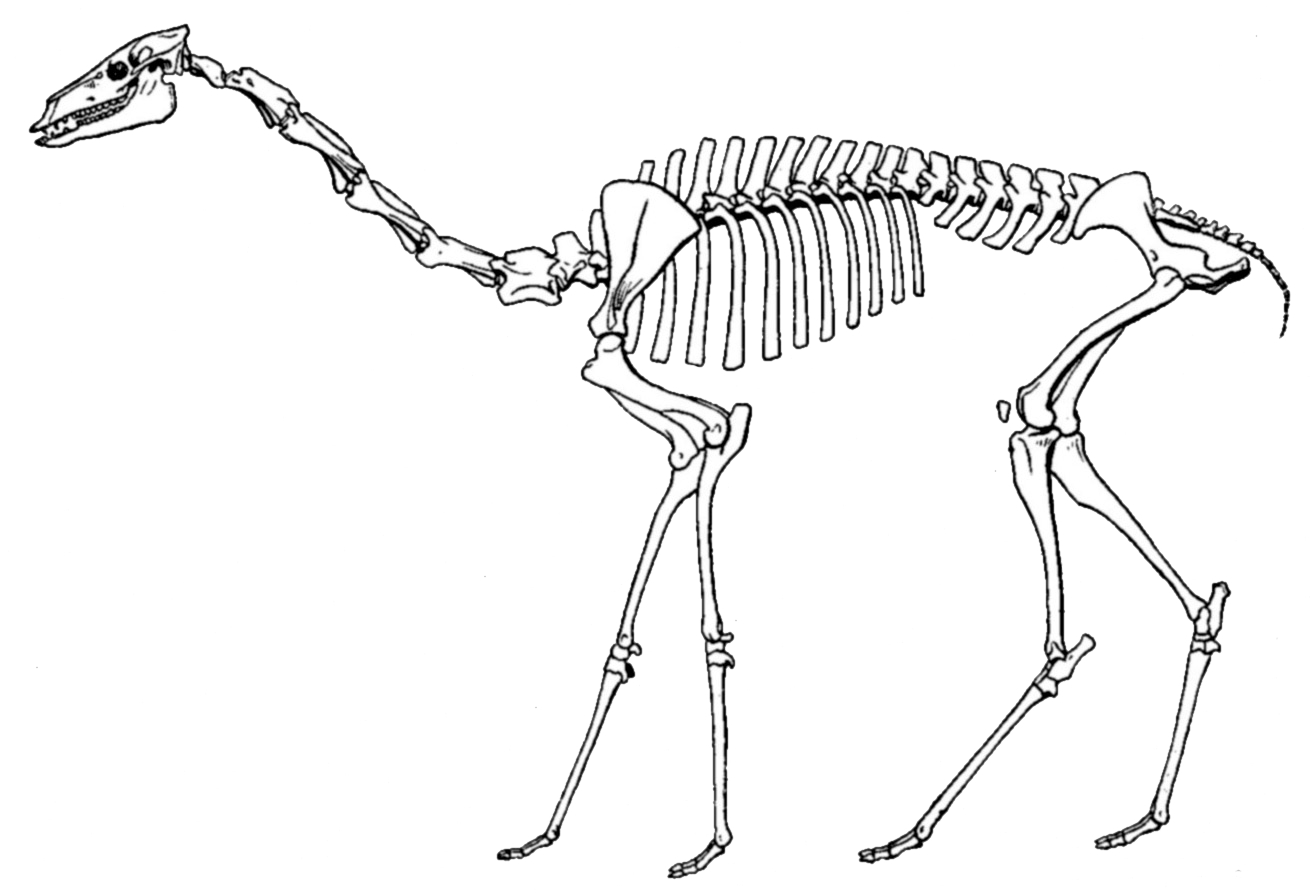
オキシダクティルス
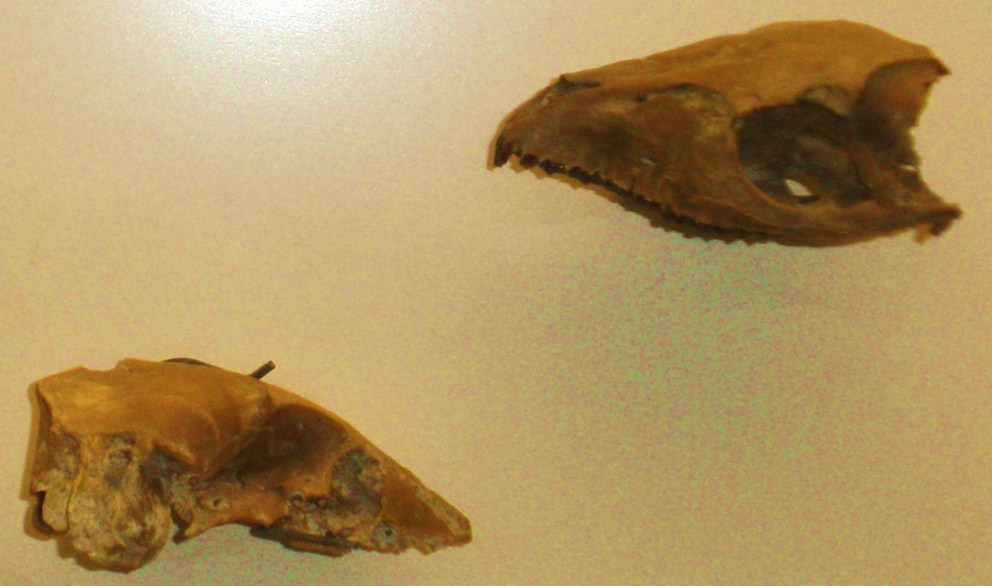
カイノテリウムの頭骨化石
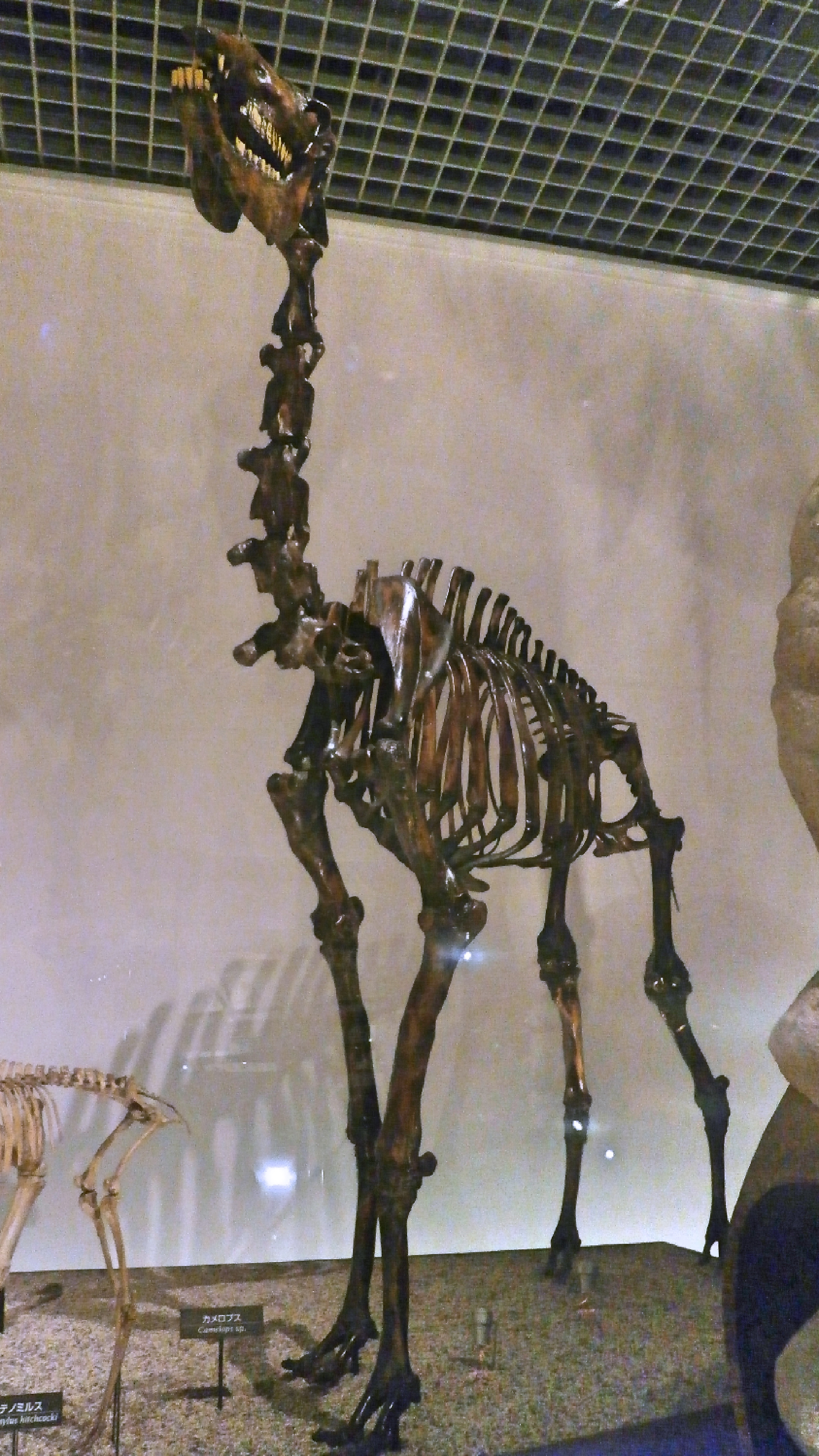
カメロプスの化石
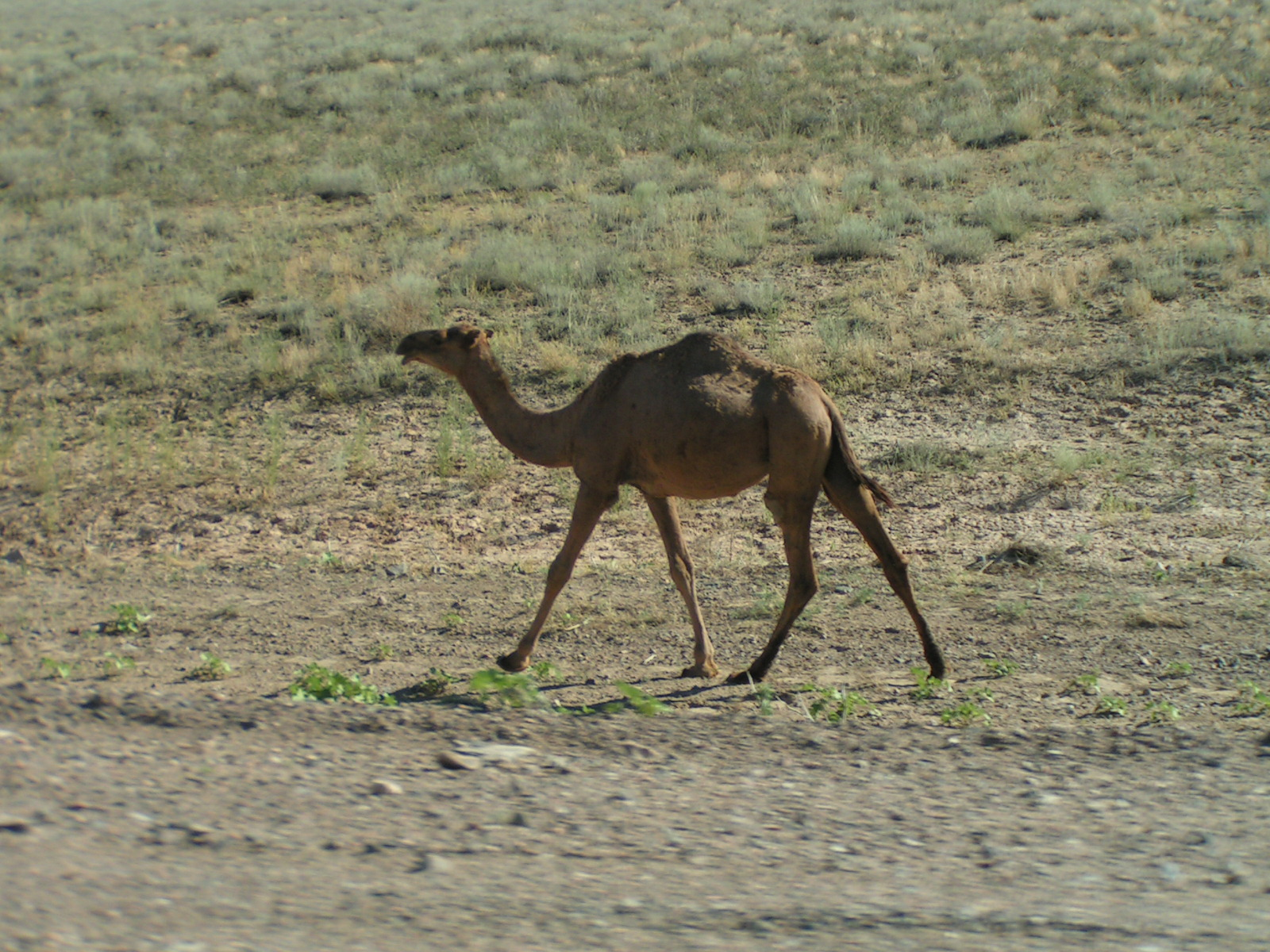
ヒトコブラクダ
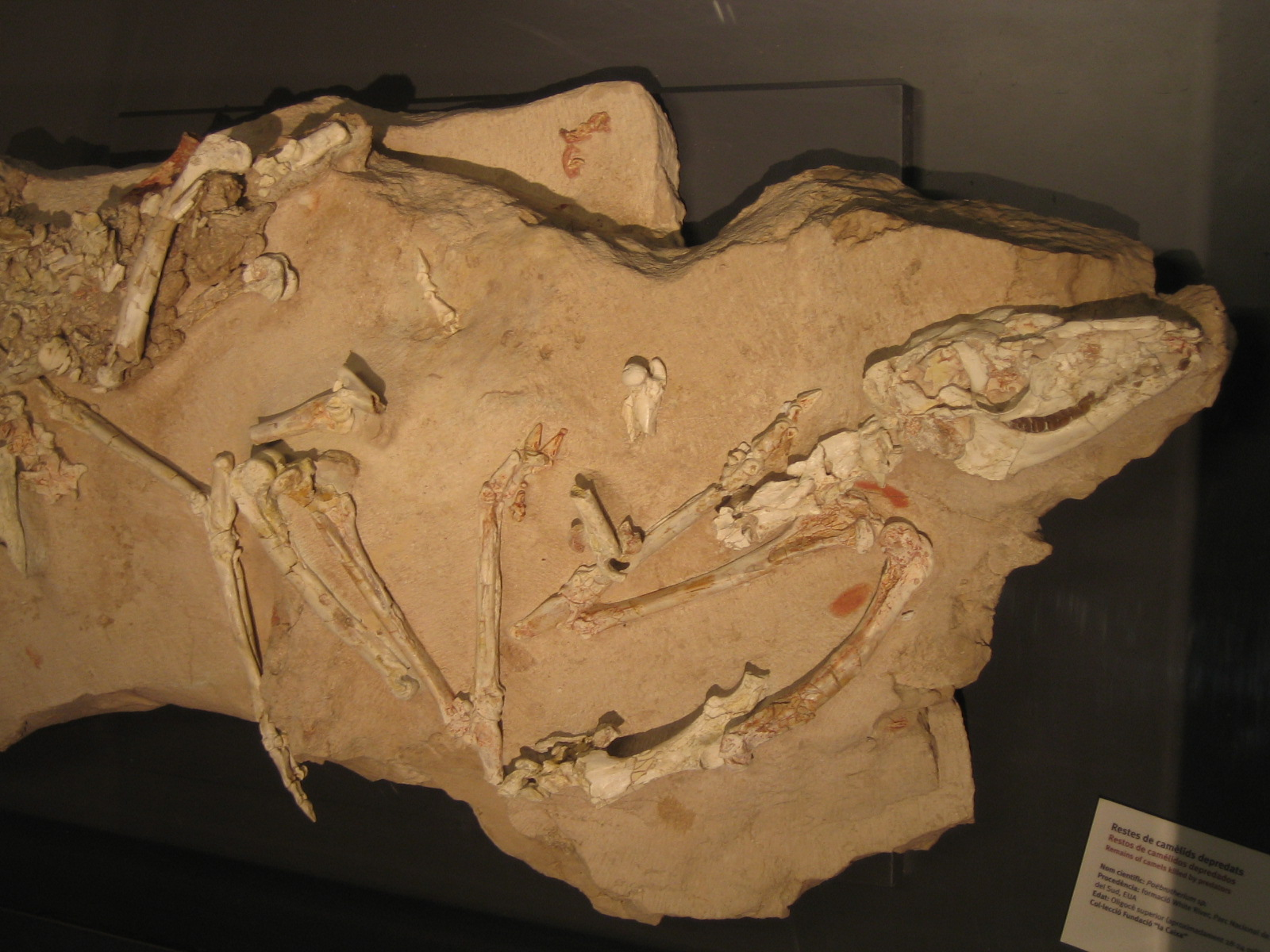
ポエブロテリウムの化石
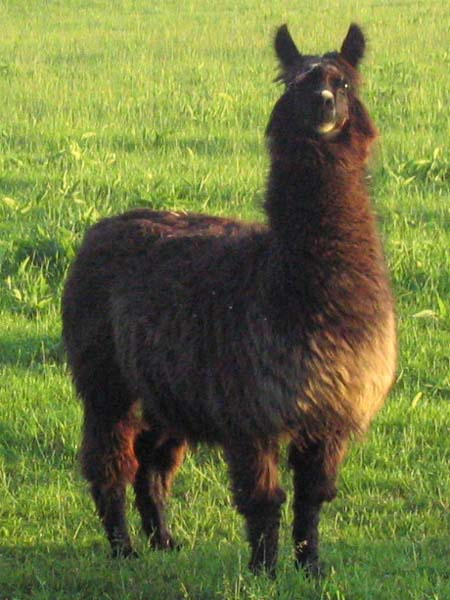
ラマ